# Johanna Danois
Johanna Danois (ur. 4 kwietnia 1987 w Saint-Claude na Gwadelupie) – francuska lekkoatletka specjalizująca się w biegach sprinterskich.

## Kariera sportowa
W 2006 zdobyła srebro mistrzostw świata juniorów w sztafecie 4 × 100 metrów. Piąta zawodniczka biegu na 200 metrów podczas młodzieżowych mistrzostw Starego kontynentu z 2009. W tym samym roku dotarła do półfinału mistrzostw świata w Berlinie. Uczestniczka światowych wojskowych igrzysk sportowych (2011). Rok później była ósma na 200 metrów podczas mistrzostw Europy w Helsinkach oraz reprezentowała Francję na igrzyskach olimpijskich w Londynie.
Reprezentantka kraju podczas drużynowych mistrzostw Europy. Wielokrotna medalistka mistrzostw Francji.

## Osiągnięcia
| Rok  | Impreza                                 | Konkurencja    | Miejsce                 | Lokata     | Wynik (s) |
| ---- | --------------------------------------- | -------------- | ----------------------- | ---------- | --------- |
| 2006 | Mistrzostwa świata juniorów             | Pekin          | bieg na 200 metrów      | półfinał   | 23,99     |
| 2006 | Mistrzostwa świata juniorów             | Pekin          | sztafeta 4 × 100 metrów | 2. miejsce | 43,47     |
| 2009 | Młodzieżowe mistrzostwa Europy          | Kowno          | bieg na 200 metrów      | 5. miejsce | 23,38     |
| 2009 | Mistrzostwa świata                      | Berlin         | bieg na 200 metrów      | półfinał   | 23,03     |
| 2010 | Superliga drużynowych mistrzostw Europy | Bergen         | sztafeta 4 × 100 metrów | 2. miejsce | 43,47     |
| 2011 | Światowe wojskowe igrzyska sportowe     | Rio de Janeiro | bieg na 100 metrów      | 8. miejsce | 11,88     |
| 2011 | Światowe wojskowe igrzyska sportowe     | Rio de Janeiro | bieg na 200 metrów      | 6. miejsce | 23,93     |
| 2012 | Mistrzostwa Europy                      | Helsinki       | bieg na 200 metrów      | 8. miejsce | 23,61     |
| 2012 | Igrzyska olimpijskie                    | Londyn         | sztafeta 4 × 100 metrów | eliminacje | DQ        |
| 2013 | Mistrzostwa świata                      | Moskwa         | bieg na 200 metrów      | półfinał   | 23,15     |

## Rekordy życiowe
- Bieg na 60 metrów (hala) – 7,42 (2013)
- Bieg na 100 metrów – 11,39 (2012)
- Bieg na 200 metrów (stadion) – 22,86 (2012)
- Bieg na 200 metrów (hala) – 22,81 (2013)